# モンテコーザロ
モンテコーザロ（伊: Montecosaro）は、イタリア共和国マルケ州マチェラータ県にある、人口約7,400人の基礎自治体（コムーネ）。

## 地理

### 位置・広がり
マチェラータ県東部のコムーネ。チヴィタノーヴァ・マルケから西へ7km、県都マチェラータから東へ15km、フェルモから北北西へ19km、州都アンコーナから南南東へ35kmの距離にある。

#### 隣接コムーネ
隣接するコムーネは以下の通り。括弧内のFMはフェルモ県所属を示す。
- チヴィタノーヴァ・マルケ
- モンテグラナーロ (FM)
- モンテルポーネ
- モッロヴァッレ
- ポテンツァ・ピチェーナ
- サンテルピーディオ・ア・マーレ (FM)

### 気候分類・地震分類
モンテコーザロにおけるイタリアの気候分類 (it) および度日は、zona D, 1934 GGである。
また、イタリアの地震リスク階級 (it) では、zona 2 (sismicità media) に分類される。

## 行政

### 分離集落
モンテコーザロには、以下の分離集落（フラツィオーネ）がある。
- Borgo Stazione (o Montecosaro Scalo), Casette, Cave, Crocette I, Crocette II, Piani Di Chienti, Pontigliano, Ruano, San Giacomo, Selve

## 文化・観光
「イタリアの最も美しい村」クラブ加盟コムーネである。

## 人物

### 著名な出身者
- アニタ・チェルクェッティ - 1950年代に活躍したオペラ歌手。